# Simferita
La simferita és un mineral de la classe dels fosfats que pertany al grup de la trifilita. Rep el seu nom de la ciutat de Simferòpol, a Crimea, Ucraïna, on el mineral va ser estudiat. Tant el nom "simferopolita" com "simferita" van ser utilitzats indistintament en els primers treballs.

## Característiques
La simferita és un fosfat aprovat com a espècie vàlida per l'Associació Mineralògica Internacional l'any 1989. La seva fórmula química va ser redefinida l'any 2022, passant a ser: LiMg(PO₄). Cristal·litza en el sistema ortoròmbic.
Segons la classificació de Nickel-Strunz pertany a «08.AB - Fosfats, etc. sense anions addicionals, sense H₂O, amb cations de mida mitjana» juntament amb els següents minerals: farringtonita, ferrisicklerita, heterosita, litiofilita, natrofilita, purpurita, sicklerita, trifilita, karenwebberita, sarcòpsid, chopinita, beusita, graftonita, xantiosita, lammerita, lammerita-β, mcbirneyita, stranskiïta, pseudolyonsita i lyonsita.

## Formació i jaciments
Va ser descoberta a la pegmatita Rodionovskoe, en el curs mitjà del riu Berda, a Priazovie, a la província de Zaporíjia (Ucraïna). També s'ha indicat que podria haver estat descrita a Michałkowa, als monts Sowie, a la Baixa Silèsia (Polònia). Són els dos únics indrets on ha estat trobada aquesta espècie.